# 자이언트흙파는쥐
자이언트흙파는쥐 또는 자이언트주머니고퍼(Orthogeomys grandis)는 흙파는쥐과에 속하는 설치류의 일종이다. 과테말라와 온두라스 그리고 멕시코에서 발견된다. 몸길이는 22~30cm이고 몸무게는 480~985g이다.